# Calathea sanderiana
O bijanilo (Calathea sanderiana) é uma espécie de erva da família das marantáceas. Tais plantas podem chegar a medir até 2 metros, possuindo grandes e arredondadas folhas, agudas em seu ápice.

## Sinónimos
Segundo o The Plant List, os sinónimos desta espécie são:
- Calathea contamanensis Huber
- Maranta sanderiana Sander